# Smila
Smila (en ucraniano: Сміла) es una ciudad de importancia regional ucraniana perteneciente a la óblast de Cherkasy. Es el centro administrativo del raión de Smila, pero no pertenece al mismo. Está situada a las orillas del río Tiasmyn. La ciudad tiene el cruce ferroviario más grande de la región: la estación Taras Shevchenko.

## Población
Población: 66 475 (est. 2021)